# Ondergrondse fietsenstalling Leidseplein

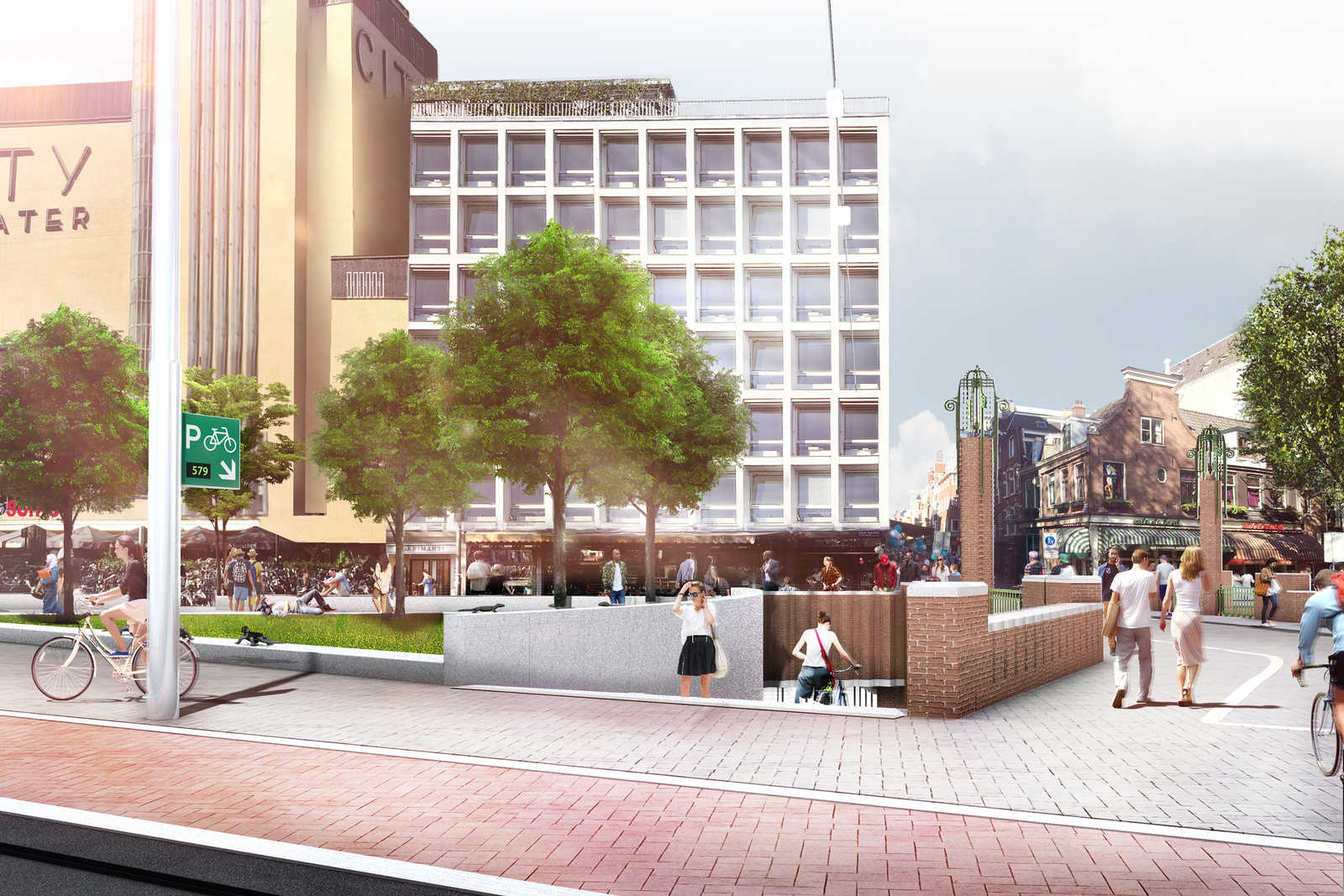
Toegang tot de ondergrondse fietsenstalling Kleine-Gartmanplantsoen

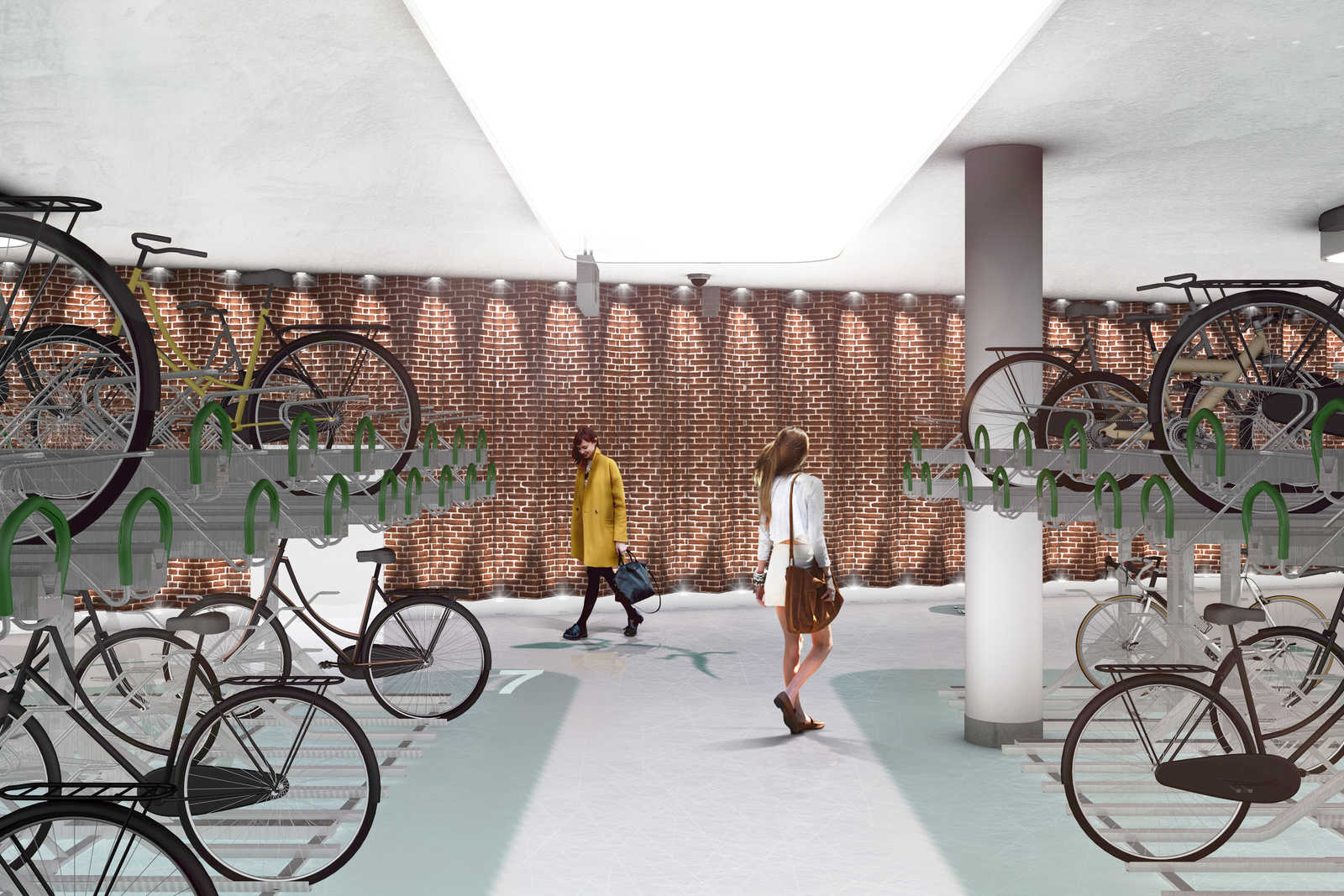
De muur is bekleed met baksteen gemetseld naar voorbeeld van de Amsterdamse School

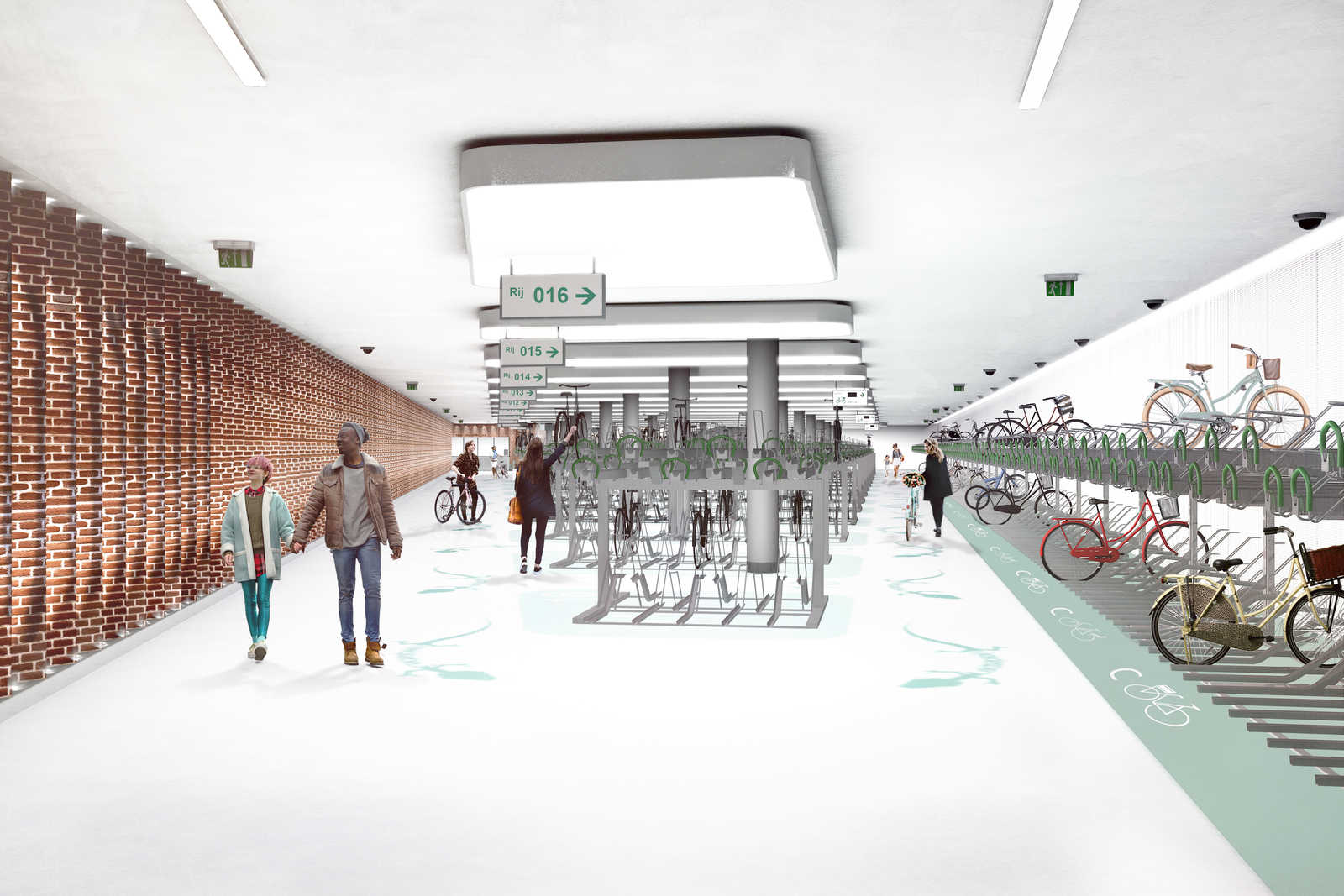
De paden zijn breder en de ruimte is hoger dan in veel andere fietsstallingen

De ondergrondse fietsenstalling Leidseplein is een fietsparkeergarage aan het Leidseplein en gelegen onder het Kleine-Gartmanplantsoen in Amsterdam. De aanleg maakte onderdeel uit van de herinrichting van het Kleine-Gartmanplantsoen en de vernieuwing van het Leidseplein en omgeving. De stalling werd op 28 mei 2021 geopend.

## Ontwerp
Door ondergronds een fietsenstalling te realiseren ontstaat er op maaiveldhoogte meer ruimte. Bovengronds wordt het plein vernieuwd met natuursteen, bankjes en een nieuwe groene inrichting. Ondergronds is een fietsenstalling gerealiseerd waar meer dan 2000 fietsen in passen. Overdag zal de fietsenstalling vooral gebruikt worden door leerlingen van het Barlaeus Gymnasium, en 's avonds door bezoekers van de vele uitgaansgelegenheden rondom het Kleine-Gartmanplantsoen en het Leidseplein. In het ontwerp van de fietsenstalling ligt nadruk op veiligheid en  aangename sfeer. Er is veel natuurlijk licht en er zijn brede paden. Er zijn zichtlijnen naar de brede entree en de beheerdersruimte is zo geplaatst dat voldoende overzicht is. het muurwerk bevat metselwerk in de stijl van de Amsterdamse School, zodat ze qua stijl aansluit bij brug 198, die ook in die stijl gebouwd is. De keerwand van de stalling daar krijgt ook een lantaarn mee, die een kopie is van de lantaarn op genoemde brug. Op de vloer zijn afbeeldingen van reptielen aangebracht die verwijzen naar de bronzen hagedissen van het kunstwerk Blauw Jan van Hans van Houwelingen boven de stalling.
De herinrichting van het plantsoen omvat ook het fietspad, de trambaan en de tramhalte.

## Bouw
De bouw begon in 2019. Het bouwterrein ligt in een van de drukste uitgaansgebieden in de binnenstad van Amsterdam. Daarom werd het dak op maaiveldhoogte eerst gebouwd en daarna de ondergrondse infrastructuur. De omgeving is bouwkundig kwetsbaar en daarom zijn de 500 benodigde heipalen de grond in gedraaid, in plaats van geslagen. Het ontwerp is gemaakt door het architectenbureau ZJA. 

## Fietsparkeren
Er is ruimte voor tweeduizend fietsen en stallen is de eerste 24 uur gratis, daarna dient er betaald te worden.